# Danhatchia
Danhatchia – rodzaj roślin z rodziny storczykowatych (Orchidaceae). Obejmuje 3 gatunki występujące na Nowej Zelandii i w australijskim stanie Nowa Południowa Walia.

## Systematyka
Rodzaj sklasyfikowany do podplemienia Goodyerinae w plemieniu Cranichideae, podrodzina storczykowe (Orchidoideae), rodzina storczykowate (Orchidaceae), rząd szparagowce (Asparagales) w obrębie roślin jednoliściennych.
Wykaz gatunków
- Danhatchia australis (Hatch) Garay & Christenson
- Danhatchia copelandii D.L.Jones & M.A.Clem.
- Danhatchia novaehollandiae D.L.Jones & M.A.Clem.